# Ghulewadi
Ghulewadi is een census town in het district Ahmednagar van de Indiase staat Maharashtra. 

## Demografie
Volgens de Indiase volkstelling van 2001 wonen er 19371 mensen in Ghulewadi, waarvan 55% mannelijk en 45% vrouwelijk is. De plaats heeft een alfabetiseringsgraad van 72%. 